# Parque Nacional Akan-Mashu
O Parque Nacional Akan-Mashu ((阿寒国立公園, Akan Kokuritsu Kōen) é um parque nacional localizado no norte do Japão, na prefeitura de Hokkaido. Designado em 4 de dezembro de 1934, o parque cobre uma área total de 91,413 hectares de terra, sendo assim um dos maiores parques de Hokkaido. A maior parte do parque é coberta por uma floresta natural que contém, principalmente, coníferas subárticas. O parque é formado por três caldeiras: a caldeira de Akan, a de Kussharo e a de Mashu; formadas pela atividade vulcânica local. O parque e geralmente dividido em duas áreas: Akan e Mashu (Kawayu).

## Cultura
O povo Ainu estabeleceram-se às margens do lago Akan, localizado no leste do parque. O povo Ainu foi desde seu início um povo caçador, coletor e pescador. Veneram ursos como manifestação física de deuses que descem das montanhas e vão até as florestas vestidos de carne e pelo para o bem dos humanos. O ritual Iomante é um ritual no qual o povo Ainu manda os deuses de volta a montanha. É possível ter um experiência de interação com um pouco da cultura do povo Ainu no teatro Ainu do lago Akan, onde visitantes podem ver como  é realizado este ritual e aprender mais sobre o povo Ainu.

## Geografia
A caldeira de Akan foi criada por atividade vulcânica entre centenas de milhares de anos e 150 mil anos atrás. Nos dias atuais, a caldeira é cercada por vulcões, incluindo o monte Me-Akan (1499 metros acima do nível do mar), o monte O-Akan (1370 metros acima do nível do mar), o monte Fuppushi (1225 metros acima do nível do mar) e o monte Kikin (995 metros acima do nível do mar). A caldeira de Kussharo foi criada entre 130 mil e 100 mil anos atrás por uma enorme erupção vulcânica. Já a caldeira de Mashu foi formada mais recentemente: Há aproximadamente 7 mil anos atrás.
As florestas cobrindo as bases dos montes Me-Akan e O-Akan são florestas mistas formadas principalmente por coníferas e plantas latifoliadas, como os abetos de Sakhalin e Yezo. Também é possível encontrar florestas de bétulas de Erman cercando a caldeira de Mashu e o monte Nishibetsu, e um cenário único é visível ao redor do monte Iwosan, onde colônias de pinheiro-anão e Ledum Palustre var. diversipilosum dominam a paisagem. Além do mais, plantas incomuns chamadas de bolas de musgo crescem no lago Akan. Estas facinantes plantas forma designadas Monumentos Naturais Especiais Nacionais.
As florestas do parque abrigam veados de Yezo, ursos-marrons, raposas vermelhas de Ezo, cães-guaxinins, zibelinas japonesas e outros mamíferos. Pequenas aves como Regulidae e chapins-carvoeiros e o pica-pau-preto são encontrados nas florestas. Espécies de pato são encontradas ao redor de lagos. Há diversas espécies de peixe confirmadas na região, porém o cada vez maior impacto de espécies invasoras pode estar ameaçando as espécies locais. Um exemplo de espécie invasora da região é o Pacifastacus leniusculus.